# Fernand Gravey

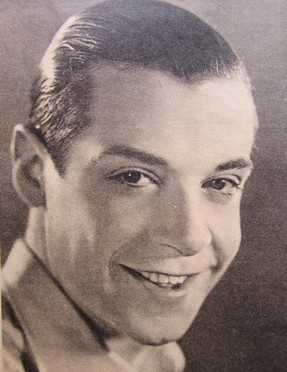
Fernand Gravey.

Fernand Gravey (ursprungligen Fernand Martens), född 25 december 1905 i Ixelles, Belgien, död 2 november 1970 i Paris, Frankrike, var en belgisk-fransk skådespelare. Gravey medverkade förutom i fransk film även i en handfull Hollywoodproduktioner under namnet Fernand Gravet.
Efter att en tid ha spelat teater i Bryssel rekryterades han av UFA för att spela in franska och engelska versioner av tyska filmer. Via teater och film i Paris och London kom han under artistnamnet Gravet att rekryteras 1936 av Mervyn LeRoy till Hollywood.

## Filmografi, urval
- 1934 – En helafton i Paris
- 1935 – Kärlekens fanfar
- 1937 – Kungen och balettflickan
- 1938 – Den stora valsen
- 1938 – Jag går madam tillhanda
- 1939 – Vild passion
- 1940 – Kärlekens melodi
- 1942 – Lyckodrömmen
- 1950 – Kärlekens hus
- 1954 – Om Versailles kunde berätta
- 1966 – Hur man stjäl en miljon
- 1969 – Tokiga grevinnan
- 1970 – Löfte i gryningen